# Urbano Federighi
Urbano Federighi (Calci, 12 settembre 1897 – Pisa, 12 novembre 1974) è stato un matematico italiano.

## Biografia

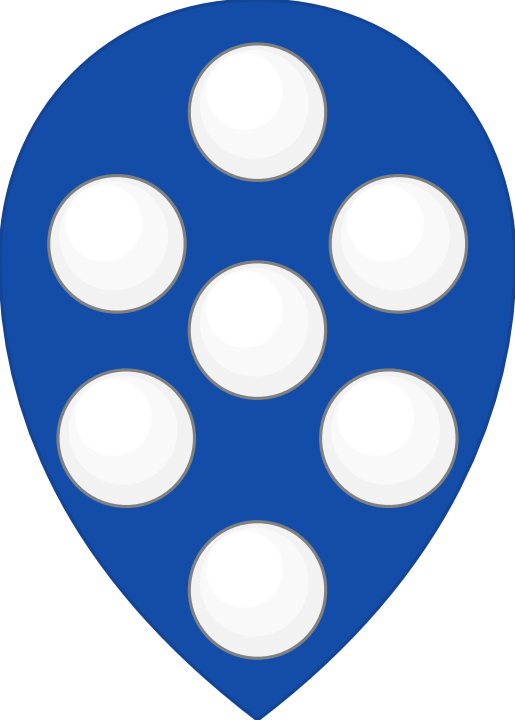
Stemma dei Federighi.

Ha conseguito la laurea in matematica nel 1923, invitato a proseguire gli studi da Giacomo Albanese. Dal 1946 al 1969 ha insegnato presso l'Accademia Navale di Livorno.
Ha condotto studi sia di Matematica pura (sui circolanti di tipo algebrico e a proposito del teorema fondamentale di Cauchy per le funzioni analitiche), sia di Matematica applicata, nell'ambito della sua attività presso l'Accademia e del Centro Applicazione Militari per l'Energia Nucleare (C.A.M.E.N.), presso San Piero a Grado - oggi Centro Interforze Studi Applicazioni Militari (C.I.S.A.M.).
Ha condotto studi sulla soluzione dell'equazioni del moto di fisica dei plasmi, in particolare con lo scopo di sviluppare un reattore nucleare a fusione e di descrivere il campo elettrico attorno ad un satellite in moto nella ionosfera.

## Opere
- Algebra, Livorno, Regia Accademia Navale, 1939[8]
- Richiami di matematica e complementi di analisi, Livorno, Accademia Navale, 1950[9]
- Analisi Matematica II, Livorno, Accademia Navale, 1955 (in collaborazione con L. Giuliano)[9]
- Matematica per fisici e ingegneri, Pisa, Cursi Editore, 1967 (in collaborazione con L. Giuliano)[8]
- Tavole delle funzioni di Bessel modificate di ordine zero ed uno, San Piero a Grado, CAMEN, 1968 (in collaborazione con Nicola Cerullo - primo autore - e M. Maier)[8]
- Lezioni di analisi matematica, Pisa, Edizioni ETS, 1974-1975 (in collaborazione con G. Ghelardoni e L. Giuliano)[8]